# Allen Kearns
Allen Kearns (Brockville, 14 agosto 1894 – Albany, 20 aprile 1956) è stato un attore e cantante canadese.

## Biografia
Nato in Ontario nel 1894, diventò un volto popolare della scena musicale di Broadway in ruoli romantici. Viene ricordato soprattutto come interprete di S Wonderful (dal musical Funny Face del 1927) e di Embraceable You (da Girl Crazy del 1930).
A cavallo tra gli anni venti e trenta, girò alcuni film negli Stati Uniti.

## Spettacoli teatrali
- Slim nella prima assoluta di The Red Petticoat di Jerome Kern (1912 al Broadway theatre di New York)
- Miss Daisy
- Come Along
- Tickle Me
- Tangerine
- Lady Butterfly
- Little Jessie James
- Mercenary Mary
- Steve Burton nella prima assoluta di Tip-Toes di George Gershwin con Jeanette MacDonald (1925 a Broadway)
- Archie nella prima assoluta di Betsy di Richard Rodgers (1926 al New Amsterdam Theatre di New York)
- Peter Thurston nella prima assoluta di Funny Face di Gershwin con Fred Astaire, Adele Astaire, William Kent e Victor Moore (Broadway, 22 novembre 1927 - 23 giugno 1928)
- Billy Howe nella prima assoluta di Here's Howe di Roger Wolfe Kahn e Joseph Meyer (1928 a New York)
- Lawrence Tucker nella prima assoluta di Hello, Daddy di Jimmy McHugh (1928 a New York)
- Danny Churchill nella prima assoluta di Girl Crazy di Gershwin con Ginger Rogers ed Ethel Merman (1930 a New York)
- A Divine Moment
- The American Way
- The Odds on Mrs. Oakley

## Filmografia
- The Very Idea, regia di Frank Craven e Richard Rosson (1929)
- Tanned Legs, regia di Marshall Neilan (non accreditato) (1929)
- Lovin' the Ladies, regia di Melville W. Brown (1930)